# Prokarióták
A prokarióták, más néven elősejtmagosok vagy sejtmag nélküli egysejtűek (Prokaryota vagy Monera) egysejtű (ritkán többsejtű), körülhatárolt sejtmag nélküli élőlények. Ezek az ismert legősibb sejtes szervezetek, egyúttal a legegyszerűbbek is, mivel az eukarióták rendkívül differenciált és fejlett sejtszervecskéket alkotó belső membránrendszere bennük még nagyon kezdetleges. A prokarióta név a görög prósz (előtt) és karüon (mag) szavak összetételével jött létre, jelentése tehát „sejtmag előtti”.

## Rendszerezésük
A legújabb rendszertani osztályozás az élőlények két nagy doménjét különíti el: a prokariótákat és az eukariotákat. A legújabb kutatások alapján az eukarioták az archeákból alakultak ki. Ezt támasztja alá, a Nature Ecology & Evolution folyóiratban 2019. december 9-én megjelent cikk, Phylogenomics provides robust support for a two-domains tree of life címmel. Szöllősi Gergely (ELTE TTK) és Tom Williams (Bristoli Egyetem) közös kutatásainak legújabb eredményei egyértelműen a kétdoménes elméletet támasztják alá.
Az élővilág két doménje:
- Prokarióták – Baktériumok
- Archeák, majd  az ezekből kialakult Eukarióták

## Kialakulásuk
Általánosan elfogadott, hogy az első élő sejtek ősi prokarióták lehettek. 3,65 milliárd éves prokarióta fosszíliákat is találtak, és a prokarióták még ma is valószínűleg a legsikeresebb és legnagyobb számban élő szervezetek. A Föld a prokarióták egyetlen ismert élőhelye. Bár néhányan azt állítják, hogy bizonyos, egy marsi meteoritban talált alakzatok prokarióták fosszíliáiként értelmezhetők, ez rendkívül kétséges.

## Felépítésük
Méretük mikronos nagyságrendű, tehát fénymikroszkóppal tanulmányozhatók.
Sejtszerkezetük sok szempontból eltér az eukariótákétól; a legfontosabb eltérés a sejtmag vagy sejtmaghártya hiánya. Nincs az eukariótákéhoz mérhető bonyolultságú belső vázrendszerük (citoszkeleton) – van helyette prokarióta citoszkeleton – és nincsenek egyéb, membránnal körülhatárolt sejtalkotóik (például vakuólumok, endoplazmatikus retikulum, mitokondriumok, színtestek), viszont vannak riboszómáik. Van sejtfaluk, nem úgy, mint egyes eukariótáknak (főleg az állatoknak). A sejthártyán keresztül cserélnek anyagot környezetükkel.
A sejteket sokszor kocsonyás tok borítja. Ez alatt van a sejtfal, azon belül pedig a vékony sejthártya. A sejtfal anyaga fehérje és szénhidrát. A sejtplazmában a maganyagon és az esetlegesen fotoszintézisre alkalmas színanyagon kívül váladékszemcsék, raktározott tápanyagok és néha csillók is megfigyelhetők.
Egyetlen, kör (vagy kivételesen ritka esetben, például a Borrelia burgdorfen fajnál egyenes) alakú, haploid kromoszómájuk van; ez a nukleoid (maganyag). A sejt többi részében ezen kívül apró, kör alakú DNS-darabok is lehetnek.
Bár majdnem mindig egysejtűek, az osztódás után együtt maradt sejtek sejtcsoportokat, telepeket hozhatnak létre. Ezeket a sejtek által kiválasztott nyálkaréteg is összetarthatja. Az ilyen telep tagjai nem differenciálódott sejtek: teljesen egyformák és önálló életre is képesek.

## Anyagcseréjük
Mióta az első prokarióták létrejöttek, számos változáson mentek keresztül. Anyagcseréjük sokkal változatosabb, mint az eukariótáké, ezért sok erősen elkülönült típusuk létezik. Például amellett, hogy fotoszintézissel vagy szerves szénforrások felhasználásával nyernek energiát, mint az eukarióták (fotoauto- vagy heterotrófia), a prokarióták szervetlen vegyületeket is felhasználhatnak energiaforrásként, mint például a hidrogén-szulfidot (kemoautotrófia). A szerves anyaggal táplálkozó prokarióták – mivel nincs náluk kisebb élőlény – elhalt szervesanyag-darabokkal táplálkoznak (szaprofitizmus). Sok olyan különleges anyagcsereutat megőriztek, amelyekre a magasabb rendű élőlények nem képesek, például képesek cellulózbontásra, légköri nitrogént tudnak megkötni. Sok eukarióta szervezet igénybe veszi a prokarióták ilyen tulajdonságait, és kellemes környezetben elszaporítja őket. Ez a kölcsönösen előnyös együttélés, a szimbiózis. Sőt, az úgynevezett endoszimbionta-elmélet (EST) szerint az eukarióták membránnal határolt sejtszervecskéi közül egyik-másik (például a mitokondriumok, színtestek) az eukarióta sejttel szimbiózisban élő prokarióta sejtekből alakult ki, redukálódott.

## Szaporodásuk
Általában ivartalanul, egyszerű osztódással, hasadással szaporodnak. Az örökítőanyag lemásolódása után a sejt kettéfűződik. Kedvező körülmények között akár 20 percenként képesek osztódni. A baktériumok ivaros szaporodása a konjugáció. A konjugáció során két egyed egymás mellé kerül, így közöttük plazmahíd alakul ki. Ezen keresztül maganyag vagy episzóma jut át az egyik baktériumsejtből a másikba. Ilyenkor az adókat hím, a befogadókat női jellegűeknek tekintjük.

## Spóraképzésük
A prokariótákra jellemző a spóraképzés, mely a kedvezőtlen körülmények átvészelésére szolgál. Az életfeltételek romlásakor a sejt belsejében az örökítőanyag és egy kevés sejtplazma nagyon ellenálló, vastag sejtfallal burkolózik be, a sejt pedig elpusztul körülötte. Az így létrejött spóra az órákig tartó főzést, sőt, rövid ideig a világűr körülményeit is képes elviselni. Megfelelő körülmények között a spórából újra sejt lesz, majd az elszaporodik.

## Élőhelyük
A Földön szinte minden környezetben előfordulnak, a legszélsőségesebb körülmények között is. A szélsőséges körülmények között élő élőlényeket extremofileknek nevezik. Sok prokarióta él más élőlények testében, emberekében is. Ez néha halálos kimenetelű bakteriális fertőzéshez vezet, de az ilyen organizmusok általában ártalmatlanok, vagy kifejezetten hasznosak a gazdaszervezet számára.
| Linnaeus 1735 2 ország | Haeckel 1866 3 ország | Chatton 1937 2 birodalom | Copeland 1956 4 ország | Whittaker 1969 5 ország | Woese et al. 1977 6 ország | Woese et al. 1990 3 domén |
| ---------------------- | --------------------- | ------------------------ | ---------------------- | ----------------------- | -------------------------- | ------------------------- |
| -                      | Protista              | Prokaryota               | Monera                 | Monera                  | Eubacteria                 | Bacteria                  |
| -                      | Protista              | Prokaryota               | Monera                 | Monera                  | Archaebacteria             | Archaea                   |
| -                      | Protista              | Eukaryota                | Protista               | Protista                | Protista                   | Eukarya                   |
| Vegetabilia            | Plantae               | Eukaryota                | Plantae                | Fungi                   | Fungi                      | Eukarya                   |
| Vegetabilia            | Plantae               | Eukaryota                | Plantae                | Plantae                 | Plantae                    | Eukarya                   |
| Animalia               | Animalia              | Eukaryota                | Animalia               | Animalia                | Animalia                   | Eukarya                   |